# Хермес с детето Дионис
Хермес с детето Дионис е скулптура от класическия период в Гърция, единствената оцеляла оригинална творба на Праксител, датирана около 343 пр.н.е.. Съхранява се в Археологическия музей в с. Древна Олимпия, Гърция.
Изработена е от пароски мрамор. Авторството на Праксител е основано на споменаването на статуята от Павзаний
Намерена е от германски археолози през 1877 година край село Древна Олимпия, сред руините от древногръцкия град Олимпия, непокътната на фундамента си, няколко метра под земята. Височината ѝ е 2,10 м. Посветена е на свещения Алтис от елейците и аркадците, за да отбележи мирния им договор. По-късно е преместена в храма на Хера, където е намерена.
Скулптурата, „диамантът на Олимпия“, представя Хермес, вестителя на боговете, държащ малкия Дионис, който се опитва да вземе нещо от ръката му. Историята е следната: Семела, майката на Дионис, умряла от страх, когато Зевс се появил пред нея, с всичките си мълнии и великолепие. Макар че била бременна по това време, Зевс взел детето и го изпратил с Хермес при нимфите в Крит. Бебето започнало да плаче и за да го успокои, Хермес му показал блестящ предмет.
Хермес изглежда уморен, но мъжествен, почиващ си на стъблото на дърво. По устните му, които имат светлосянка, може да се види началото на усмивка. Деликатната уста е в контраст с големия нос. Косите на Хермес са разбъркани и контрастират с кожата му, която изглежда гладка. Ненадминатото изкуство на Праксител се проявява в твърдостта на мрамора, прави го да изглежда като плът. Това се дължи на големия му талант в използването на светлината и сянката. За да даде живот на статуята, Праксител умишлено не оставя симетрията. Ако някой погледне лицето отляво, то е тъжно, отдясно се усмихва, а в анфас е спокойно.